# Dan (graad)
Het dan-systeem (Japans: 段, dan) is een gradueringssysteem om (hogere) niveaus aan te geven binnen Japanse sporten en kunsten. In de westerse wereld is de graad vooral bekend uit Japanse vechtsporten (budo), maar het kan ook gaan om een graad in het bordspel Go, waar het systeem oorspronkelijk voor was ontwikkeld in de Edoperiode. Het systeem werd overgenomen door Jigoro Kano, de grondlegger van judo, en later door andere vechtsporten.
Een bekend fabeltje is dat de oprichter Jigoro Kano de enige is die de elfde en twaalfde dan behaalde, maar Kano staat als oprichter buiten het systeem. De 10de dan is de hoogste graad binnen judo en is alleen weggelegd voor judoka's die heel veel betekend hebben voor de ontwikkeling van judo. Andere vechtsporten die werken met dit gradueringssysteem volgen over het algemeen dit concept.

## Japan

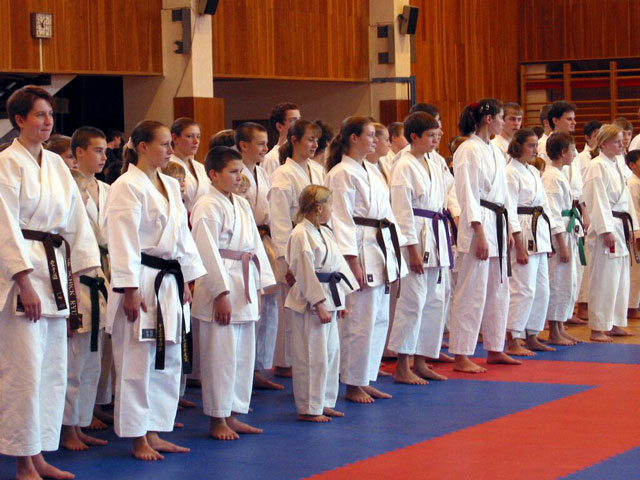
Niveaus worden aangegeven met gekleurde banden en dan-graden kunnen worden aangegeven met strepen.

Binnen de meeste vechtsporten/vechtkunsten van Japanse origine wordt een bandensysteem gehanteerd, waarbij de beginners graden aangegeven worden met kyu-graad en de gevorderden met een dan-graad.
De kyu-graden (Japans: kyu) worden vaak aangegeven met verschillende kleuren en de dan-graden beginnen met de zwarte band. Zodra een beoefenaar van een vechtkunst/vechtsport zijn zwarte band haalt, betekent dit dat hij bewezen heeft de basis goed te kennen. Men zou kunnen stellen dat het onder de knie krijgen van de beoefende stijl bij het behalen van de eerste dan (zwarte band) pas echt begint.
De dan-graden binnen de vechtkunsten werden geïntroduceerd door dr. Jigoro Kano, de grondlegger van het judo. Dr. Kano wilde voor het judo een gradensysteem dat aansloot bij het gradensysteem dat op Japanse scholen gebruikt werd. Daar werden bij de verschillende sporten, bijvoorbeeld het zwemmen, al gebruikgemaakt van een systeem met verschillende kleuren om de rang van de sporter aan te geven. Op die manier kon je makkelijker rekening houden met het niveau van je medesporter. 

### Japanse termen
In het Japans worden de dan-graden met de volgende termen aangeduid:
1. Shodan (初段) - eerste dan - Senpai
2. Nidan (二段) - tweede dan - Senpai
3. Sandan (三段) - derde dan - Sensei
4. Yondan (四段) - vierde dan - Sensei
5. Godan (五段) - vijfde dan - Shihan
6. Rokudan (六段) - zesde dan - Shihan
7. Nanadan (七段) - zevende dan, ook wel Shichidan genoemd - Shihan
8. Hachidan (八段) - achtste dan - Hanshi
9. Kudan (九段) - negende dan - Hanshi
10. Jūdan (十段) - tiende dan - Kaicho of Sosai

In Nederland is het zo dat een dan-graad alleen behaald kan worden bij een examen buiten je vereniging, georganiseerd door de Judobond. De kyu-graden behaal je namelijk binnen je vereniging en worden vaak uitgereikt door je eigen leraar. Dit verschil is er om het niveau te bewaken van de dan-graden. Lesgeven mag over het algemeen pas vanaf Sandan (derde dan) met een diploma voor judoleraar. Er zijn uitzonderingen voor assistent of lesgeven onder begeleiding van een hoofdleraar. Dit is om te zorgen dat alle judolessen op niveau zijn en ook veilig en didactisch gegeven worden.
Judoka Anton Geesink ontving in 1986 als eerste Europeaan de Kudan (九段) - negende dan. In oktober 1997 werd hem de Jūdan (十段) - tiende dan - verleend, waarmee hij een van de hoogst gegradueerde judoka's ter wereld werd: hij was een van de twintig mensen aan wie tot nu toe (sinds 1935) de tiende dan werd toegekend, en een van de vier judoka's buiten Japan met deze kwalificatie. In 2008 was Jaap Nauwelaerts de Agé de negentiende. In 2010 was George Kerr de twintigste ontvanger van de Jūdan.

## Korea
Ook binnen veel Koreaanse vechtkunsten wordt gebruikgemaakt van dan-graden. De graden voor het behalen van de eerste dan worden in het Koreaans gup (급) genoemd. Dan-graden worden ook met dan (단) aangeduid. Dan-graden deden hun intrede pas in de Koreaanse vechtkunsten ten tijde van de Japanse bezetting (1910-1945) toen Japanse vechtsporten, zoals Judo en Kendo, in Korea werden geïntroduceerd. Koreaanse stijlen kenden tot die tijd geen gradensysteem. Tegenwoordig maken ook traditionele Koreaanse vechtkunsten, zoals Taekgyeon, gebruik van een dan-gradensysteem.
Sommige Koreaanse stijlen, zoals WTF Taekwondo, gebruiken voor jonge beoefenaars ook nog een systeem van poomgraden (품). Beoefenaars die nog geen 15 jaar oud zijn, kunnen geen danexamen afleggen. Voor deze beoefenaars zijn er na het behalen van de laatste gup nog vier poomgraden die doorlopen kunnen worden. Nadat men de leeftijd van 15 jaar heeft bereikt, worden de poomgraden omgezet in dan-graden. Bij sommige organisaties moet men dan echter eerst nog een extra examen afleggen. Tot de leeftijd van 18 jaar kan men poomexamens afleggen.

### Koreaanse termen
Koreanen gebruiken de Sino-Koreaanse telling voor de dan graden;
1. Il dan (일단) - eerste dan, ook wel cho dan (초단 hanja: 初段)
2. Ee dan (이단) - tweede dan
3. Sam dan (삼단) - derde dan
4. Sa dan (사단) - vierde dan
5. O dan (오단) - vijfde dan
6. Yuk dan (육단) - zesde dan
7. Chil dan (칠단) - zevende dan
8. Pal dan (팔단) - achtste dan
9. Gu dan (구단) - negende dan

Dan-houders worden in het Koreaans yudanja (유단자) genoemd. De tiende dan komt bij veel Koreaanse vechtsporten niet voor, toch zijn er organisaties die wel de tiende dan (십단) uitreiken.
In ITF Taekwon-Do worden de volgende clusteringen van dangraden aangehouden:
- Boosabum - assistent-instructeur, 1e t/m 3e dan
- Sabum - instructeur, 4e t/m 6e dan
- Sahyun - meester, 7e en 8e dan
- Saseong - grootmeester, 9e dan

## China
Tegenwoordig maken ook Chinese stijlen sporadisch gebruik van het dan-systeem.